# 石川彩夏

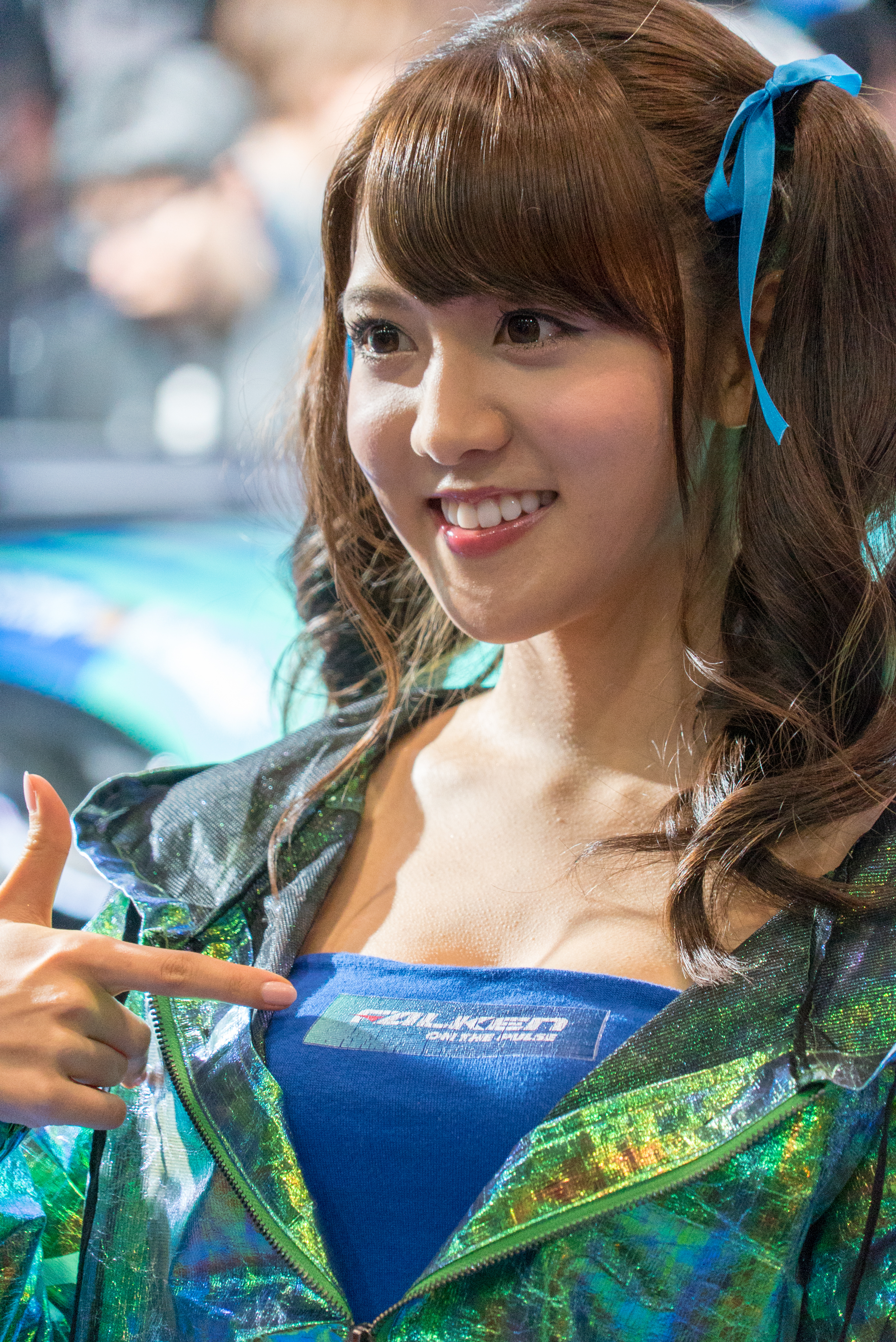
東京オートサロン2018にて

石川 彩夏（いしかわ あやか、1991年（平成3年）7月11日 - ）は、日本のモデル、レースクイーン、女優、キャスター。
東京都出身。オスカープロモーション ヤング部所属。

## 来歴
- 2009年、K-1甲子園イメージガールを加田穂乃華、船岡咲と3人で務める[2]。
- 2012年7月12日、東武プロパティーズとコギコギが業務提携により立ち上げた、シェアサイクルサービス「東武シェアサイクルシステムcogicogi」の発表イベントでイベントコンパニオンを務める[B 1]。
- 2013年3月～7月、スポーツ専門チャンネルJ SPORTSにおいてツール・ド・フランス2013放映に際し、100回記念大会までの日数をカウントダウンする総勢100名のオトメたち"ペダルオトメ"に「あと95日 2013年3月26日」、「最終回 2013年6月28日」、「おまけ 2013年7月22日」の3回参加[注 1]。
- 2013年6月～、NEXCO東日本のSA、PAで配布されているフリーマガジン「Highway Walker 東日本版」に"HWガール(会員No.06)"として掲載。
- 2014年2月14日～16日、東京ビッグサイト西展示棟1,2ホールで開催された第48回ジャパンゴルフフェア2014のゴルフネットワークブースのイベントコンパニオンを務める[3]。
- 2014年6月7日、8日、富士スピードウェイで開催されたポルシェ・カレラカップ・アジア(PCCA)に参戦したClearwater Racingのレースクイーンを務める[B 2]。
- 2014年7月12日、13日、富士スピードウェイで開催された2014 GT Asia Series Rd.5/Rd.6に参戦したTiger Racing Teamのレースクイーンを佐藤衣里子と共に務める。
- 2014年7月19日～8月31日、フジテレビ主催の参加型イベント「お台場新大陸」において、超潜入!リアルスコープハイパーブースのブースアテンダントを務める。
- 2014年7月26日 スタジオグラフィックス主催StudioGraphics on the ROAD のポートレートセミナー第18回目の撮影実習において、浴衣モデルを務める[4]。
- 2014年11月2日、富士スピードウェイで開催されたインタープロトシリーズ(IPS) 最終戦において、大高レナ、辻祐香、横町ももこと共にインタープロト・ガールを務める。
- 2014年11月15日、16日、マカオ・ギア・サーキットで開催されたマカオGP 2014において、Macau GT Cupのカテゴリーに参戦したFun88 Racingのレースクイーンを務める。
- 2014年12月20日、21日、幕張メッセ国際展示場で開催されたジャンプフェスタ'15において、ヤングジャンプブースのイベントコンパニオンを干物妹!うまるちゃんのコスプレで務める[B 3]。
- 2015年1月9日～2015年1月11日、幕張メッセ国際展示場で開催された東京オートサロン2015において、LOTUSブースのロータスガールを水谷望愛(9日のみ)、華(10日、11日)と共に務める。
- 2015年2月13日～15日、東京ビッグサイト西展示棟1,2ホールで開催された第49回ジャパンゴルフフェア2015において、2014年同様ゴルフネットワークブースのイベントコンパニオンを務める[B 4]。
- 2015年5月10日、富士スピードウェイで開催されたJAPAN LOTUS DAY 2015において、華と共にロータスガールを務める[B 5]。
- 2015年5月16日～9月27日、2015 GT Asia Series seasonに参戦したBentley Team AbsoluteのiWorks&iAccountガールを務める[B 6][注 2]。
- 2015年7月10日、コーンズ・モータースの青山ショールームにおいて開催された、「GT3 ローンチ・ナイト」にBentley Team Absoluteのドライバー澤圭太選手と共にゲスト出演[5]。
- 2017年3月、埼玉西武ライオンズのコマーシャルモデルとしてWEBや紙媒体に掲載。
- 2018年1月12日～2018年1月14日、幕張メッセ国際展示場で開催された東京オートサロン2018において、FALKENブースのイベントコンパニオンを務める[注 3]。
- 2018年3月9日、クッキングLIVE配信アプリ『cookpadTV』の広告モデルを務める。
- 2018年10月2日～10月5日、東京ビッグサイト東展示棟で開催された東京国際包装展において、四家千晴、長澤佑香と共にteam fairyとして大阪シーリング印刷のステージモデルを務める。
- 2018年10月22日～10月24日、東京ビッグサイト東展示棟1,2ホールで開催された（ファッションワールド東京 内）第6回 国際アパレルEXPO 秋のオービットブイユージャパンブースにおいてブースアテンダントを務める。
- 2019年1月14日、芸能人女子エンタメeスポーツクイーン決定戦（eQリーグ）1stシーズンDay1において、OSCAR'Sの選手として出場。
- 2019年2月15日、芸能人女子エンタメeスポーツクイーン決定戦（eQリーグ）1stシーズンDay2において、OSCAR'Sの選手として出場。
- 2019年3月16日、芸能人女子エンタメeスポーツクイーン決定戦（eQリーグ）1stシーズンDay3において、OSCAR'Sの選手として出場。
- 2019年4月13日～11月3日、2019 AUTOBACS SUPER GTに参戦したカーズ東海 ドリーム28のレースクイーンを五十嵐みさと共に務める。[注 4]
- 2020年1月10日～2020年1月12日、幕張メッセ国際展示場で開催された東京オートサロン2020において、LOTUSブースのロータスガールを荒町紗耶香と共に務める。
- 2021年5月16日、宮崎青年会議所主催の「みやざきSDGs推進フォーラム2021」[注 5]において第二部の司会として登壇[6]
- 2022年3月、三井アウトレットパーク 木更津の10周年WEBサイトに掲載。
- 2022年4月22日～、TCK公式YouTubeLive「ウマきゅん」に金曜レギュラーとして出演。

## 人物
- 特技は絶対音感[1]。
- 母親を「こりん」と呼んでいる[B 7]。
- 動物好きで動物園や水族館に行くことが多い。また、自宅では猫を飼っていて、中でもジジという猫を溺愛しておりブログにも度々登場している[注 6][注 7]。
- 小学生の頃、ジュニアアイドル・グラビア雑誌「ピュア☆ピュア」jr.アイドルワイワイ対談のページに掲載され、その時からオスカープロモーションに所属していた[B 8]。
- 中学生の時は英語劇部に在籍していた[B 9]。

## 出演

### テレビ
- クイズ☆タレント名鑑（TBS）（2011年1月23日）「ギリギリ有名人が逃走中!」エキストラで出演[B 10]。
- 行列のできる法律相談所（日本テレビ）（2011年8月14日）「法律問題：娘の外泊」再現VTR（無断外泊する女子高生・美貴役）で出演。[7]
- SHIBUYA DEEP A（NHK総合）（2011年8月27日）「失恋引きずり度チェック! 」問題VTR（第1問、第7問）で出演。
- TOKIOカケル（フジテレビ）（2013年4月10日）「今女子常識コロッセオ」田丸麻紀が率いるオスカー美女軍団で出演。
- 人生の正解TV これがテッパン!（フジテレビ）（2013年5月3日）「女神の選択」再現VTR（出産直後の矢田亜希子役）で出演。
- ドラマ10 ガラスの家（NHK総合）（2013年9月17日）第3回「曖昧なキス」（パンケーキ屋のお客さん役）で出演。
- 極バラ「この恋で私は生まれた」（TBS）（2014年1月8日）「土屋アンナ編」再現VTR（土屋アンナの母役）で出演。
- 駆け込みドクター!運命を変える健康診断（TBS）（2014年5月11日）骨密度検査モデルで出演。
- キングオブコント2014（TBS）（2014年10月13日）アシスタントで出演[B 11]
- 行列のできる法律相談所（日本テレビ）（2015年1月4日）「奇跡の復活 磯野貴理子」再現VTR（見舞いに来た徳島えりか役）で出演。
- 行列のできる法律相談所（日本テレビ）（2015年5月17日）「吉川美代子がゆとり世代に許せない事」再現VTR（ゆとり世代の天気キャスター役）で出演。
- 行列のできる法律相談所（日本テレビ）（2015年9月6日）「佐藤彩香の伝説の神対応」再現VTR（佐藤彩香の友人役）で出演。
- HiGH&LOW〜THE STORY OF S.W.O.R.D.〜（日本テレビ）（2015年11月12日）Episode 4「White Rascals」クラブ「heaven」のキャスト役で出演。
- HiGH&LOW〜THE STORY OF S.W.O.R.D.〜（日本テレビ）（2015年11月26日）Episode 6「RUDE BOYS」クラブ「heaven」のキャスト役で出演。
- HiGH&LOW〜THE STORY OF S.W.O.R.D.〜（日本テレビ）（2015年12月3日）Episode 7「チハル」クラブ「heaven」のキャスト役で出演。
- 人生が変わる1分間の深イイ話×しゃべくり007　猫愛しすぎ合体SP（日本テレビ）（2016年2月1日）「死ぬ前に、理想的な女子のファッションについて熱く語りたい007」徳井義実の理想のファッションで出演。
- ニンゲン観察バラエティ モニタリング（TBS）（2016年5月26日）「もしもロボットの中身が人間だったら…信じる?信じない?」渡辺直美が入っている案内ロボットの係のお姉さん役で出演。
- HiGH&LOW〜THE STORY OF S.W.O.R.D.〜 SEASON 2（日本テレビ）（2016年5月29日）Episode 6　クラブ「heaven」のキャスト役で出演。
- ニンゲン観察バラエティ モニタリング（TBS）（2016年6月9日）「もしもありえない商品が売っていたら…買う?買わない?」筧美和子が握るハートフル寿司を提供する回転寿司屋の店員役、および小島よしおかゴンゾーが盛り上げてくれるサービスを提供するカラオケ屋の店員役で出演。
- 行列のできる法律相談所（日本テレビ）（2016年6月12日）「高橋みなみの私を嫌っている人を実名告白!」再現VTR（高橋みなみ役）で出演。
- 行列のできる法律相談所（日本テレビ）（2016年7月24日）「小園凌央のいろいろあって悩んでます…」再現VTR（小園凌央の彼女役）で出演。
- Going!Sports&News（日本テレビ）（2016年7月30日）「体操・内村航平特集!」再現VTR（内村航平の妻役）で出演。
- ニンゲン観察バラエティ モニタリング（TBS）（2016年8月25日）「もしも、変な割引サービスがあったら…やる?やらない?」DaiGoがお祭りで開催した勝てばタダでもらえるメンタリスト割引きでのアシスタントで出演。
- DASHでイッテQ!行列のできるしゃべくり　日テレ系人気番組No.1決定戦（日本テレビ）（2016年10月2日）行列のコーナー「あの一言に傷ついてますGP」岩本乃蒼アナウンサーの再現VTR（本人役）で出演。
- ニンゲン観察バラエティ モニタリング（TBS）（2016年12月1日）「もしも、いきなり1000万円を渡されて『この場所に届けて…』とお願いされたら　引き受ける?引き受けない?」届け先にいる美女A役で出演。
- 明石家サンタの史上最大のクリスマスプレゼントショー2016（フジテレビ）（2016年12月25日）アシスタントで出演[注 8]。
- 超人気番組が一挙終結 夢の祭典! 番組対抗!ドッキリアワード2017（TBS）（2017年1月2日）Y!mobile×ドッキリアワード2017のインフォマーシャルにアシスタントで出演。
- 行列のできる法律相談所（日本テレビ）（2017年2月26日）「飯豊まりえの怒られた人実名告白!」再現VTR（飯豊まりえの友達役）で出演。
- 空腹刺激バラエティー イマスグ食べたい!!（テレビ東京）（2017年4月2日）「インパクトグルメ部門 ワイルドに食べたい!肉また肉のハンバーガー」試食役で出演。
- 行列のできる法律相談所（日本テレビ）（2017年4月9日）「丸高愛実の私、怒ってます」再現VTR（丸高愛実役）で出演。
- さんまの転職DE天職6　年収上がった?今幸せ?転職人生を選んだ人たちに禁断質問（日本テレビ）（2017年4月30日）「全日本国民的美少女が…世界的チョークアーティスト」再現VTR（松下萌子役）で出演。
- ニンゲン観察バラエティ モニタリング（TBS）（2017年6月15日）「もしも、お店で頼んだ料理がフェイク料理だったら…気づく?気づかない?」フェイク裕三(グッチ裕三)が作るフェイク料理を提供する店員で出演。
- 奇跡体験!アンビリバボー（フジテレビ）（2017年6月22日）「世界的偉人!知られざるもう一つの顔」野口英世の再現VTR（英世が訪れる遊郭の遊女役）で出演。
- 明石家サンタの史上最大のクリスマスプレゼントショー2017（フジテレビ）（2017年12月25日）アシスタントで出演。
- 行列のできる法律相談所（日本テレビ）（2018年6月10日）「神田愛花の私、嫌われてます…」再現VTR（田中みな実役）で出演。
- 行列のできる法律相談所（日本テレビ）（2018年7月22日）「辻希美の私の行動が悪かった?」再現VTR（辻希美役）で出演。
- 爆報!THEフライデー（TBS）（2018年8月17日）「爆報 2008年昼ドラ主演 美人双子女優Ｏ」再現VTR（尾崎由衣役）で出演。
- 有田哲平の夢なら醒めないで（TBS）（2018年9月4日）「歯車が狂った 元人気モデルSP」再現VTR（谷口紗耶香役、草刈麻有役、東野佑美役）で出演。
- カラオケ大賞21（チバテレビ）（2018年12月10日）グランドチャンピオン大会1部にステージアシスタントで出演。
- カラオケ大賞21（チバテレビ）（2018年12月17日）グランドチャンピオン大会2部にステージアシスタントで出演。
- 明石家サンタの史上最大のクリスマスプレゼントショー2018（フジテレビ）（2018年12月25日）アシスタントで出演。[注 9]
- 直撃!シンソウ坂上（フジテレビ）（2019年6月20日）「女優・大原麗子の孤独死から10年…浅丘ルリ子&実弟が激白」再現VTR（大原麗子役）で出演。
- 明石家サンタの史上最大のクリスマスプレゼントショー2019（フジテレビ）（2019年12月25日）アシスタントで出演。[注 10]
- 行列のできる法律相談所（日本テレビ）（2020年1月5日）「槙野智章と高梨臨の結婚秘話」再現VTR（高梨臨役）で出演。
- マツコの知らない世界（TBS）（2020年1月28日）「生地が超進化!もちもちクレープ&古着きもの」着物モデルとしてVTR出演。
- 明石家サンタの史上最大のクリスマスプレゼントショー2020（フジテレビ）（2020年12月25日）アシスタントで出演。[注 11]
- 行列のできる法律相談所（日本テレビ）（2021年7月4日）「黒木瞳の神アイドル」再現VTR（黒木瞳役）で出演。

### CS
- Jリーグ ラボ（スカパー）（2016年2月20日）#38 アシスタントで出演[B 12]。

### 専門チャンネル
- 中央競馬全レース中継（グリーンチャンネル）（2015年9月19日～）パドックキャスターで出演中。

　※放映時間はいずれも9:00～17:00　表中の(中)は中山競馬場、(東)は東京競馬場でのパドック担当
| 放映年                | 放映日及び担当パドック |
| --------------------- | --- |
| 2015年 (出演回数9回)  | 9月19日(中) 10月3日(中) 10月12日(東) 10月18日(東) 11月7日(東) 11月14日(東) 11月29日(東) 12月13日(中) 12月19日(中) |
| 2016年 (出演回数23回) | 1月5日(中) 1月16日(中) 1月30日(東) 2月20日(東) 3月5日(中) 3月20日(中) 3月27日(中) 4月16日(中) 4月24日(東) 4月30日(東) 5月22日(東) 5月28日(東) 6月11日(東) 6月26日(東) 10月1日(中) 10月2日(中) 10月9日(中) 10月15日(東) 10月29日(東) 11月13日(東) 11月26日(東) 12月4日(中) 12月17日(中) |
| 2017年 (出演回数19回) | 1月8日(中) 1月21日(中) 1月28日(東) 2月5日(東) 2月25日(東) 3月12日(中) 4月15日(中) 4月29日(東) 5月6日(東) 5月14日(東) 6月10日(東) 6月17日(東) 9月16日(中) 9月30日(中) 10月14日(東) 11月11日(東) 11月18日(東) 12月10日(中) 12月23日(中)                                                  |
| 2018年 (出演回数22回) | 1月6日(中) 1月20日(中) 2月25日(中) 3月3日(中) 3月17日(中) 3月24日(中) 4月14日(中) 4月21日(東) 4月28日(東) 5月12日(東) 5月19日(東) 6月9日(東) 6月16日(東) 9月22日(中) 9月29日(中) 10月6日(東) 10月20日(東) 11月10日(東) 11月24日(東) 12月1日(中) 12月8日(中) 12月28日(中)               |
| 2019年 (出演回数15回) | 1月5日(中) 1月26日(東) 2月24日(中) 3月23日(中) 4月6日(中) 4月21日(東) 5月11日(東) 5月19日(東) 6月9日(東) 9月16日(中) 9月29日(中) 10月15日(東) 10月26日(東) 11月24日(東) 12月22日(中)                                                                                                   |
| 2020年 (出演回数17回) | 1月5日(中) 1月13日(中) 2月8日(東) 2月29日(中) 3月14日(中) 3月29日(中) 3月31日(中) 4月19日(中) 4月26日(東) 5月23日(東) 6月7日(東) 9月13日(中) 10月4日(中) 10月31日(東) 11月8日(東) 11月22日(東) 12月13日(中)                                                                            |
| 2021年 (出演回数16回) | 1月5日(中) 1月17日(中) 2月13日(東) 3月7日(中) 3月27日(中) 4月18日(中) 5月8日(東) 5月22日(東) 6月6日(東) 6月26日(東) 9月19日(中) 10月9日(東) 10月31日(東) 11月14日(東) 12月4日(中) 12月19日(中)                                                                                         |
| 2022年 (出演回数9回)  | 1月9日(中) 1月23日(中) 2月19日(東) 2月27日(中) 3月21日(中) 4月16日(中) 5月21日(東) 6月26日(東) 9月11日(中) |

- 先週の結果分析2〜Feel Positive（2023年7月〜12月） - 現アシスタントの色紙千尋が同年6月末をもって出産、育休に入るため代役として出演。

### CM
- プラス温　初めてのプラス温（万田発酵）（2013年11月）
- スマホゲーム「三国志戦姫～乱世に舞う乙女たち～」（DMM.com）（2014年6月）
- のどごし<生> 大人のポップコーンメーカー 絶対！もらえるキャンペーン（KIRIN）キャンペーン用WebCM「のどごし<生> POP・POP CHALLENGE」(2016年9月12日公開)アシスタントMCで永野と共演。
- 踊るペイペイ 20%戻ってくるCM（PayPay）（2018年12月）[注 14]
- お笑いコンビ・空気階段×ミュゼプラチナム（ミュゼプラチナム）WEBCMをTVer限定で2022年1月1日～2月28日まで期間限定放送。
- 【LINE マッチフライト】WEB CM（LINEGAMEofficial）（2025年6月16日）

### 映画
- 劇場版 仮面ライダーゴースト 100の眼魂とゴースト運命の瞬間（東映）（2016年8月6日公開）眼魂の島にいる巫女の役で出演。[10]

### アプリ
- 芸能人オーナーズクラブ（Mobage）（2011年10月13日配信）[11] ※フィーチャーフォンのみ対応
- アキバマン（プロディジ）（2014年2月3日配信）[12] ※iPadのみ対応
- 週刊ジョージア（KADOKAWA）82号 美女アルバムdrops「A Rainy Day」（2015年9月18日配信）[注 15]

### WEB
- au one Market「KDDI BEST APPLI総選挙(KBA総選挙)」（KDDI）（2011年10月13日～12月28日）美人応援団として参加。
- ITmedia デジカメプラス「交換レンズ百景」（ITmedia）
  - “N”のバッジが輝く入魂の1本――ニコン「1 NIKKOR 32mm f/1.2」(2013年7月19日)
  - 行楽に最適な軽量万能10倍ズーム――パナソニック「LUMIX G VARIO 14-140mm/F3.5-5.6 ASPH./POWER O.I.S.」(2013年8月2日)
  - 遠近感を活用したい“常用”広角ズーム　トキナー「AT-X 12-28 PRO DX」(2013年8月23日)
  - アートフィルターと相性抜群、いい味出してる“ボディーキャップ”　オリンパス「BCL-1580」(2013年9月6日)
  - ロウソク1本の光で撮れる開放F0.95の世界――コシナ「NOKTON 42.5mm F0.95」(2013年9月13日)
  - パンケーキレンズがとらえた半径1メートル圏内の眺め――パナソニック「LUMIX G 20mm/F1.7 II ASPH.」(2013年9月27日)
  - 立体感が引き立つアポダイゼーションフィルターの魅力――富士フイルム「XF56mmF1.2 R APD」(2014年12月22日)
  - Xマウントユーザーなら避けて通れない大口径望遠ズーム――富士フイルム「XF50-140mmF2.8 R LM OIS WR」(2015年1月9日)
- ITmedia デジカメプラス「今日から始めるデジカメ撮影術」（ITmedia）第182回 イルミネーションと美女と明かりの関係(2014年12月19日)
- AmebaStudio「鈴木千絵里プレミアム放送」（サイバーエージェント）（2015年2月6日 21時00分～22時00分）ゲスト出演[13][B 20]
- ITmedia デジカメプラス「新世代カメラを楽しむ」（ITmedia）スポーツやアウトドアでなくても普通に楽しい！　カシオ「EX-FR10」の遊び方(2015年3月2日)
- AmebaStudio「船岡咲プレミアム放送」（サイバーエージェント）（2015年3月15日 21時00分～22時00分）ゲスト出演[14][B 21]
- ITmedia Mobile（ITmedia）新しいAQUOSスマートフォン、カメラの実力は？――スーパースロー映像と静止画を徹底レビュー(2015年7月8日)
- モデルプレス（ネットネイティブ）こなれ感演出！秋冬最旬ファッションが映える着こなしをスタイリストが伝授(2015年11月16日)[B 22]
- Not FM（ベルツ コーポレーション）「NEW＆RE ARRIVAL」（2016年3月17日更新）ファッションモデルとして掲載
- 『美少女戦士セーラームーン』20周年記念プロジェクト 公式サイト「プリンセスルームドレス＆ヘアバンド ／ プリンセスバスタオル」(2016年6月25日更新)ファッションモデルとして掲載[15]
- 埼玉西武ライオンズ 公式サイト（西武ライオンズ）（2017年3月～）コマーシャルモデルとして掲載
- 埼玉西武ライオンズ 公式オンラインショップ（西武ライオンズ）（2017年3月～）コマーシャルモデルとして掲載
- ベストカーWeb（講談社ビーシー）極楽カーフェリーの旅!!　愛車で行く 北海道旅行はクルマ＆船がいい!!（2018年5月14日）
- 芸能人女子エンタメeスポーツクイーン決定戦（eQリーグ）eQリーグ公式チャンネル（2018年12月5日 20時00分～）eQキャンプ 第2回
- 芸能人女子エンタメeスポーツクイーン決定戦（eQリーグ）eQリーグ公式チャンネル（2018年12月30日）eQキャンプ ～対戦抽選会～第3試合トークセッション
- 芸能人女子エンタメeスポーツクイーン決定戦（eQリーグ）eQリーグ公式チャンネル（2019年1月23日 20時00分～）eQキャンプ 第5回
- 芸能人女子エンタメeスポーツクイーン決定戦（eQリーグ）eQリーグ公式チャンネル（2019年2月5日）eQキャンプ 第5回～お菓子争奪戦～
- 芸能人女子エンタメeスポーツクイーン決定戦（eQリーグ）eQリーグ公式チャンネル（2019年3月6日）eQキャンプ 第8回 eじゃないスポーツクイーン決定戦
- 芸能人女子エンタメeスポーツクイーン決定戦（eQリーグ）eQリーグ公式チャンネル（2019年3月20日）eQキャンプ 第9回 Day3のこと、ふり返ります
- 芸能人女子エンタメeスポーツクイーン決定戦（eQリーグ）eQリーグ公式チャンネル（2019年4月3日）eQキャンプ 第10回 映える写真、撮ります。
- トレンド超予測（グノシー）（2020年2月17日）「可愛さ爆発!!ゲレンデマジックをかける最新スノーウェア」[注 16]
- トレンド超予測（グノシー）（2020年3月2日）「薄着になるまでに痩せる!?魔法のシェイプアップグッズ!!」[注 16]
- YouTubeチャンネル「【公式】トレンド超予測」（2020年8月27日）「可愛さ5割増し!!ゲレンデマジックをかけるスノーウェアのトレンド」
- YouTubeチャンネル「【公式】トレンド超予測」（2020年8月28日）「空き時間で痩せる!?おうち時間を有効にするシェイプアップグッズ!!」
- YouTubeチャンネル「Netz Saitama Park」（2020年8月29日）「星野リゾート　リゾナーレ那須」
- YouTubeチャンネル「Netz Saitama Park」（2021年1月29日）「繭二梁」
- YouTubeチャンネル「三井アウトレットパーク」（2022年3月18日）【公式】三井アウトレットパーク 木更津WEB動画『start here　非日常で彩られる、わたしの物語。』
- netkeiba.com（ネットドリーマーズ）(2022年4月7日）【netkeiba TV】井内利彰の調教講座 Part.1
- netkeiba.com（ネットドリーマーズ）(2022年4月14日）【netkeiba TV】井内利彰の調教講座 Part.2

## 印刷物

### 雑誌
- ピュア☆ピュア（辰巳出版）Vol.24（2004年6月15日発売）
- 輸入車中古車情報（内外出版社）2012年7月号（2012年5月21日発売）[B 23]
- ニコン デジタルメニュー100％活用ガイド（インプレス）（2013年6月10日発売）
- 夢21（わかさ出版）2013年11月号（2013年10月2日発売）
- 夢21（わかさ出版）2014年1月号（2013年12月2日発売）
- 夢21（わかさ出版）2014年3月号（2014年2月1日発売）
- 夢21（わかさ出版）2014年5月号（2014年4月2日発売）
- 健康365 （エイチアンドアイ）2015年2月号（2014年12月16日発売）
- 夢21（わかさ出版）2015年2月号（2014年12月27日発売）
- auto sport（三栄書房）1/30号(No.1398)（2015年1月16日発売）[B 24]
- GALS PARADISE（三栄書房）2015 東京オートサロン編（2015年2月27日発売）[B 25]
- 月刊ゴルフダイジェスト（ゴルフダイジェスト社）2015年7月号（2015年5月21日発売）[B 26]
- 夢21（わかさ出版）2015年7月号（2015年6月2日発売）
- Tipo（ネコ･パブリッシング）№313「ロータスの楽しみ尽きぬ最高の一日」（2015年06月06日発売）
- 健康365（エイチアンドアイ）2015年8月号（2015年6月16日発売）
- 夢21（わかさ出版）2015年9月号（2015年8月2日発売）
- わかさ夢ムック15（わかさ出版）白内障のかすみ・ぼやけ・二重視・まぶしさが消えた![目の濁り取り速攻クリニック]（2015年11月27日発売）
- 夢21（わかさ出版）2016年2月号（2015年12月28日発売）
- わかさ夢ムック18（わかさ出版）高血圧・糖尿病・高脂血が続々正常化！血管年齢ビックリ若返り!最新最強血管パワーアップドリル（2016年2月29日発売）
- まっぷるマガジン国内版（昭文社）まっぷる 伊勢志摩 '17（2016年4月7日発売）
- 今すぐ使えるかんたん大事典 Windows 10（技術評論社）（2016年4月19日発売）
- わかさ夢ムック21（わかさ出版）ほうれい線・クマ・クスミ・タルミを一掃！18㌔やせた!その場でウエスト5㌢減! 魔法の0円エステ 美肌つまみダイエット（2016年5月27日発売）
- 夢21（わかさ出版）2016年8月号（2016年7月2日発売）
- わかさ夢ムック26（わかさ出版）頸椎症・脊柱管狭窄症・椎間板ヘルニアなど あきらめていた３万人の激痛を治した!首の痛みナビ体操（2016年8月29日発売）
- 夢21（わかさ出版）2016年10月号（2016年9月2日発売）
- わかさ夢ムック34（わかさ出版）100万人を襲う!心房細動・期外収縮など不整脈の発作ストップ!脈ただしヨガマッサージ（2017年1月30日発売）
- 家電批評（晋遊舎）2017年4月号（2017年3月3日発売）デジカメ誌上教室「カメラ 周辺機器編」「自撮り編」
- わかさ（わかさ出版）2017年7月号（2017年5月16日発売）
- 完全ガイドシリーズ179 デジタルカメラ完全ガイド（晋遊舎）（2017年5月17日発売）
- わかさ夢ムック45（わかさ出版）緑内障・視神経乳頭陥凹拡大の最新自力ケア　視神経コンディショニング（2017年8月28日発売）
- わかさ（わかさ出版）2017年11月号（2017年9月16日発売）
- 健康365（エイチアンドアイ）2017年12月号（2017年10月16日発売）
- ベストカー（講談社ビーシー）2017年12月26日号「愛車でゆこう!!」（2017年11月25日発売）
- 夢21（わかさ出版）2018年2月号（2017年12月29日発売）
- 健康365（エイチアンドアイ）2018年3月号（2018年1月16日発売）
- 週刊Gallop（サンケイスポーツ）2018年1月28日号「競馬通の詩 連載182」（2018年1月22日発売)
- GALS PARADISE（三栄書房）2018 東京オートサロン編（2018年2月23日発売）
- 健康365（エイチアンドアイ）2018年5月号（2018年3月16日発売）
- 夢21（わかさ出版）2018年6月号（2018年5月1日発売）
- 夢21（わかさ出版）2018年10月号（2018年9月1日発売）
- 健康365（エイチアンドアイ）2018年11月号（2018年9月16日発売）
- 脊柱管狭窄症克服マガジン 腰らく塾（わかさ出版） vol.9 ふくらはぎの激痛・しびれ・こむら返り一掃スペシャル!（2018年12月5日発売）
- わかさ（わかさ出版）2019年2月号（2018年12月15日発売）
- 夢21（わかさ出版）2019年2月号（2018年12月28日発売）
- 週刊実話（日本ジャーナル出版）2019年1月3日号「競馬専門チャンネルで活躍中の美女キャスターが有馬記念を語る ウマトーーク」（2018年12月20日発売）
- GALS PARADISE（三栄書房） 2019 スーパーGTレースクイーン オフィシャルガイドブック（2019年5月8日発売）
- Tipo（ネコ･パブリッシング）№362「スーパーGT応援ミーティング！」（2019年07月05日発売）
- 週刊アサヒ芸能（徳間書店）2019年7月25日号「2019新人RQ総選挙」（2019年7月16日発売）
- わかさ（わかさ出版）2019年9月号（2019年7月16日発売）
- 健康365（エイチアンドアイ）2019年10月号（2019年8月16日発売）
- ひとりごはん（少年画報社）No.29 ハンバーガータイム♪ （2020年3月16日）「ひとりごはんガールズ」
- 最新最強 脈正し自力克服大全（文響社）（2020年4月16日発売）
- わかさ（わかさ出版）2020年10月号（2020年8月15日発売）
- わかさ（わかさ出版）2021年3月号（2021年1月16日発売）
- 糖尿病・高血糖　自力で克服!糖尿病治療の名医が教える最新1分体操大全（文響社）（2021年4月15日発売）
- わかさ（わかさ出版）2021初夏号（2021年4月21日発売）
- わかさ（わかさ出版）2021冬号（2021年10月19日発売）

### フリーマガジン
- Highway Walker（角川マガジンズ）（2013年7月号）東日本版　どらSpecial 潮風を感じながら茨城の食と癒しを満喫 太陽が輝く沿岸ドライブ
- Highway Walker（角川マガジンズ）（2013年8月号）東日本版　SA・PAクローズアップ Vol.39 上信越道 横川SA(下り)
- Highway Walker（KADOKAWA）（2014年3月号）東日本版　SA・PAクローズアップ Vol.46 東北道 羽生PA(上り)「鬼平江戸処」
- Highway Walker（KADOKAWA）（2014年6月号）東日本版　SA・PAクローズアップ Vol.49 東北道 菅生PA(下り)
- Highway Walker（KADOKAWA）（2014年10月号）東日本版　SA・PAクローズアップ Vol.53 東北道 岩手山SA(上り)
- Highway Walker（KADOKAWA）（2015年2月号）東日本版　SA・PAクローズアップ Vol.57 磐越道 磐梯山SA(下り)[B 27]
- Highway Walker（KADOKAWA）（2016年5月号）東日本版　SA・PAクローズアップ 岩手山SA(下り)
- Highway Walker（KADOKAWA）（2016年7月号）東日本版　SA・PAクローズアップ 上里SA(上り)
- Highway Walker（KADOKAWA）（2017年3月号）東日本版　SA・PAクローズアップ 高坂SA(下り)
- Lions Style（西武ライオンズ）（2017年3月25日）vol.01
- Lions Style（西武ライオンズ）（2017年5月12日）vol.02
- Highway Walker（KADOKAWA）（2018年4月号）東日本版　歴史と大自然を肌で感じる　春の日光ドライブ(栃木県日光市)
- Hondaじゃらん Style Book（Honda Cars）（2018年7月号）vol.61 SUMMER[注 17]
- Highway Walker（KADOKAWA）（2019年12月号）東日本版　唯一無二の絵画と華麗なる彫刻を堪能する魚沼アートドライブ (PDF, 860KB)
- NS LOOKUP! （ウォーターマーク）（2020年8月）2020 SUMMER Vol.22[注 18]
- NS LOOKUP! （ウォーターマーク）（2021年1月）2020 WINTER Vol.24[注 18]
- NS LOOKUP! （ウォーターマーク）（2021年4月）2021 SPRING Vol.25[注 18]
- NS LOOKUP! （ウォーターマーク）（2022年4月）Vol.29[注 18]

### 会報誌
- My Horse（ユニオンオーナーズクラブ）（2022年7月号）「エッセイ～馬に恋して～」[16]

### カタログ（ルックブック）
- GOSTAR DE FUGA（POWER-BOM）（2015年8月21日配布開始）2015 AUTUMN&WINTER COLLECTION[B 28]
- 埼玉西武ライオンズ オフィシャルグッズカタログ 2017（西武ライオンズ）（2017年3月配布開始）

### 新聞
- 夕刊フジ（産業経済新聞社）（2018年2月9日発売）「華」コンパニオンのコーナーに東京オートサロン2018でのインタビュー記事掲載。

### チラシ
- ファッションセンターしまむら（しまむら）（2021年12月18日）セール期間12月18日～12月21日のチラシに掲載。